# Suzuki GSF1250
La Suzuki Bandit 1250 o Suzuki GSF1250 es un modelo de motocicleta tipo naked parte de la línea de motocicletas Bandit fabricada por Suzuki desde el 2007 hasta la actualidad

## Modelos
2007
Año en que la línea de motocicletas GSF1250 es lanzada. Tiene un nuevo sistema de inyección y motor enfriado por líquido. Lo primero para cumplir las regulaciones de emisiones Euro 3. 
El nuevo motor genera una potencia similar a la que entregaba el motor anterior de 1,200cc pero la torca de 108Nm estaba disponible a menor número de revoluciones (3,750 RPM). Un volantín auxiliar reduce aún más las vibraciones del motor. La GSF1250 también tiene caja de cambios de 6 velocidades siempre engranada con la entrada a la caja debajo del cigüeñal para reducir la longitud del motor. Esto mismo permite que el brazo de la llanta trasera sea más largo para una mejor conducción.
La versión GSF1250SA tiene frenos con ABS y en el otoño se sacó una nueva versión de edición limitada tipo Street Fighter, con un solo asiento de colín coordinado, manubrios Renthal y silenciador Yoshimura.
2008
Las GSF1250 y GSX125SA sin cambios.
Se introduce la 1250GT de gran turismo con sistema de cajuela y alforjas, carenado para los pies y sistema de navegación GPS sat-nav.
2009
Los modelos de 2009 tenían el mismo motor.
En mayo de 2009, se anunció una edición limitada la Bandit 1250SA 'Z'. Tenían un color perlado especial, con vivos revisados rines plateados.
2010
En septiembre de 2009 se anunció que en 2010 se lanzaría el modelo GSX1250FA para Europa.  Tendría el mismo motor y chasis, pero distinto carenado, similar al carenado de la más pequeña GSX650F.
La 1250A estándar y la 1250SA para el 2010 tenían el motor negro.
2011
La GSX1250FA se mantuvo igual a la del 2010 pero en EE. UU. se vendió como modelo 2011.
2015
Suzuki reintrodujo la Bandit GSF1250SA Bandit con un nuevo medio carenado que envolvía el radiador y un ventilador agregado para suavizar el lujo de aire al radiador, debajo del carenado y la luz frontal.